# 3350 Scobee
3350 Scobee este un asteroid din centura principală, descoperit pe 8 august 1980, de Edward Bowell.